# 질 스콧 (축구 선수)
질 루이즈 스콧(영어: Jill Louise Scott, 1987년 2월 2일 ~ )은 잉글랜드의 여자 축구 선수로 포지션은 미드필더이다. 현재는 잉글랜드 FA 여자 슈퍼리그의 맨체스터 시티 소속으로 활약하고 있다.

## 클럽 경력
질 스콧은 2004년부터 2006년까지 선덜랜드에서 선수 생활을 시작했다. 선덜랜드는 2004-05 FA 여자 프리미어리그 북부 디비전 시즌에서 우승을 차지하여 내셔널 디비전으로 승격했는데 질 스콧은 해당 시즌에서 18경기에 출전하여 8골을 기록했다. 2005-06 FA 여자 프리미어리그 내셔널 디비전 시즌에서는 15경기에서 4골을 기록하는 데에 그쳤으며 선덜랜드는 해당 시즌에서 9위를 차지하면서 승강 플레이오프로 진출했다. 선덜랜드는 남부 디비전 시즌에서 2위를 차지했던 브리스틀 시티와의 승강 플레이오프에서 합계 5-5 동점(1차전 1-3, 2차전 4-2)을 기록했으나 원정 다득점 원칙에 따라 프리미어리그 내셔널 디비전에 잔류했다.
질 스콧은 2006년 7월에 에버턴으로 이적했으며 2007-08 FA 여자 프리미어리그컵 시즌에서 에버턴의 우승에 기여했다. FA 여자 프리미어리그 내셔널 디비전에서는 4회 연속(2006-07 시즌, 2007-08 시즌, 2008-09 시즌, 2009-10 시즌) 준우승에 기여했으며 2009-10 FA 여자컵 시즌에서는 에버턴의 우승에 기여했다. 2009-10 UEFA 여자 챔피언스리그 시즌에서는 에버턴의 32강전 진출에 기여했고 2010-11 UEFA 여자 챔피언스리그 시즌에서는 에버턴의 준결승전 진출에 기여했다. 2012년 4월에는 FA 여자 슈퍼리그로부터 에버턴 대표 디지털 미디어 홍보대사로 임명되었다.
질 스콧은 2013년에 맨체스터 시티로 이적했으며 2014 시즌에서 맨체스터 시티의 FA 여자 리그컵 우승에 기여했다. 2016 시즌에서는 맨체스터 시티의 FA 여자 슈퍼리그 우승, FA 리그컵 우승에 기여했고 2016-17 시즌에서는 맨체스터 시티의 FA 여자컵 우승, UEFA 여자 챔피언스리그 준결승전 진출에 기여했다. 2017-18 시즌에서는 맨체스터 시티의 UEFA 여자 챔피언스리그 준결승전 진출에 기여했으며 2018-19 시즌에서는 맨체스터 시티의 FA 여자컵 우승, FA 여자 리그컵 우승에 기여했다.

## 국가대표 경력
질 스콧은 2006년 8월 31일에 열린 네덜란드와의 2007년 FIFA 여자 월드컵 유럽 지역 예선 홈 경기에서 켈리 스미스와 교체되어 처음 출전하면서 잉글랜드 여자 축구 국가대표팀 선수로 데뷔했다. 중국에서 개최된 2007년 FIFA 여자 월드컵에서는 아르헨티나와의 조별 예선 경기에서 1골을 기록하여 잉글랜드의 6-1 승리에 기여했는데 잉글랜드는 미국과의 8강전 경기에서 패배하면서 탈락했다. 핀란드에서 개최된 UEFA 여자 유로 2009에 참가하여 잉글랜드의 준우승에 기여했다.
질 스콧은 독일에서 개최된 2011년 FIFA 여자 월드컵에서는 뉴질랜드와의 조별 예선 경기에서 1골을 기록하여 잉글랜드의 2-1 승리에 기여했다. 프랑스와의 8강전 경기에서는 선제골을 기록했으나 잉글랜드는 전·후반전, 연장전까지 1-1 동점을 기록한 이후에 승부차기 끝에 프랑스에 패배하면서 탈락했다.
질 스콧은 2012년 런던 하계 올림픽에서 영국 여자 축구 국가대표팀 선수로 참가했다. 카메룬과의 조별 예선 경기에서 1골을 기록하여 영국의 3-0 승리에 기여했으나 영국은 캐나다와의 8강전 경기에서 0-2 패배를 기록하여 탈락했다. 스웨덴에서 개최된 UEFA 여자 유로 2013에서는 조별 예선 3경기에 모두 출전했으나 잉글랜드는 조별 예선에서 탈락했다.
질 스콧은 캐나다에서 개최된 2015년 FIFA 여자 월드컵에 참가하여 잉글랜드가 3위를 차지하는 데에 기여했다. 2015년 10월 27일에 열린 오스트레일리아와의 친선 경기에서 A매치 100경기 출전 기록을 수립했다. 네덜란드에서 개최된 UEFA 여자 유로 2017에서는 스코틀랜드·스페인과의 조별 예선 경기, 프랑스와의 8강전 경기에 출전하여 잉글랜드의 준결승전 진출에 기여했다.
질 스콧은 프랑스에서 개최된 2019년 FIFA 여자 월드컵에 참가하여 노르웨이와의 8강전 경기에서 1골을 기록하여 잉글랜드의 3-0 승리에 기여했는데 잉글랜드는 해당 대회에서 4위를 차지했다. 2020년에는 잉글랜드의 여자 축구에 헌신한 공로를 인정받아 영국 왕실로부터 새해를 맞이하기 위한 차원에서 대영 제국 훈장을 받았다.

## 수상

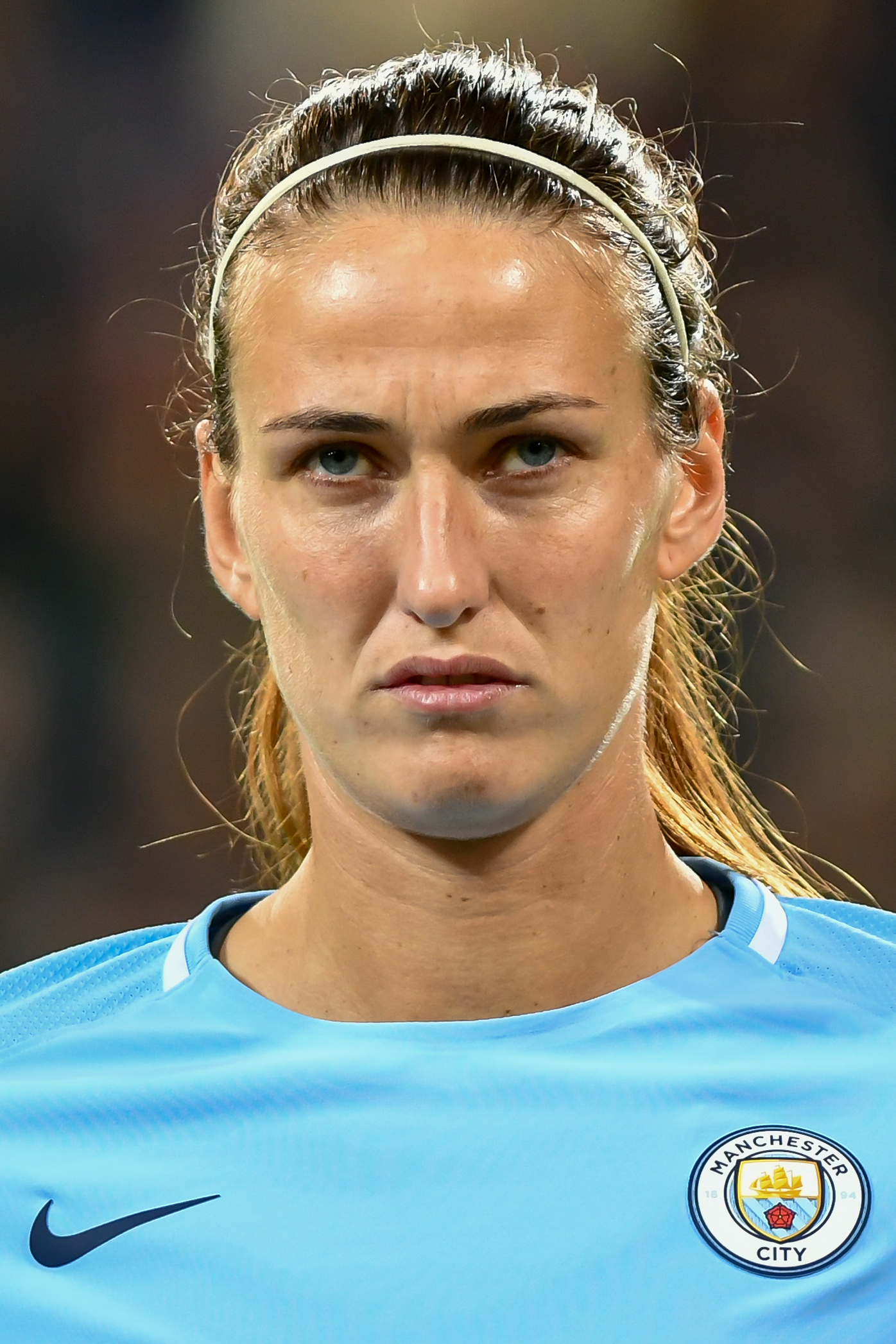
Scott (2017)

### 클럽
선덜랜드
- FA 여자 프리미어리그 북부 디비전 1회 우승 (2004-05)

에버턴
- FA 여자 프리미어리그 4회 준우승 (2006-07, 2007-08, 2008-09, 2009-10)
- FA 여자 프리미어리그컵 1회 우승 (2008-09)
- FA 여자컵 1회 우승 (2009-10)

맨체스터 시티
- FA 여자 슈퍼리그 1회 우승 (2016)
- FA 여자 리그컵 1회 우승 (2014, 2016, 2018-19)
- FA 여자컵 2회 우승 (2016-17, 2018-19)

### 국가대표
- 2009년 키프로스컵 우승
- UEFA 여자 유로 2009 준우승
- 2013년 키프로스컵 우승
- 2015년 키프로스컵 우승
- 2015년 FIFA 여자 월드컵 3위

### 개인
- 2008년 FA 여자 프리미어리그 내셔널 디비전 올해의 여자 축구 선수 수상
- 2011년 잉글랜드 올해의 여자 축구 선수 수상
- 2018년 FA 여자 슈퍼리그 1 시즌 올해의 선수 수상